# Breguet Atlantique
O Breguet Br.1150 Atlantique é um modelo de avião de patrulha produzido pela Breguet.

## Especificações (Atlantique 2)
Dados de: Jane's All The World's Aircraft 1988-89.
Descrições gerais
- Tripulação: 12
- Capacidade: 12 passageiros ou tripulantes de apoio
- Comprimento: 31,62 m (100 ft)
- Envergadura: 37,42 m (120 ft)
- Altura: 10,89 m (36 ft)
- Área alar: 120,34 m² (1 300 ft²)
- Peso vazio: 25 700 kg (56 700 lb)
- Peso bruto (carregado): 45 000 kg (99 200 lb)
- Peso de decolagem: 46 200 kg (102 000 lb)

Motorização
- Número de motores: 2x
- Tipo do motor: Turboélice
- Fabricante/modelo: Rolls-Royce Tyne RTy.20 Mk 21
- Potência por motor: 6 100 hp (4 550 kW)

Performance
- Velocidade máxima: 648 km/h (403 mph)
- Velocidade total em Nó: 349,5 kn (647 km/h)
- Alcance: 9 075 km (5 640 mi)
- Autonomia: 18 hs
- Razão de subida: 14,7 m/s
- Tecto de serviço: 9 145 m (30 000 ft)

Armamentos
- Bombas: 

  - Até 3 500 kg (7 720 lb), incluindo torpedos, cargas de profundidade, minas, mísseis anti-navio, bombas e/ou boias.